# 小行星3080
小行星3080（3080 Moisseiev）是一颗围绕太阳公转的小行星。1935年10月3日，佩拉格婭·沙因在克里米亚发现了此天体。
該小行星以蘇聯天文學家尼古拉·莫伊謝耶夫命名。
这颗小行星的绝对星等为307.5199227339081等。